# Canarium patentinervium
Canarium patentinervium es una especie de planta perteneciente a la familia Burseraceae. Se encuentra en Indonesia, Malasia, y Singapur. Es una especie muy extendida que se produce en las tierras bajas mixtas de bosque primario y bosque secundario  y  bosques de dipterocarpáceas. Se registra como un árbol de sotobosque común

## Taxonomía
Canarium patentinervium fue descrita por Friedrich Anton Wilhelm Miquel y publicado en Fl. Ned. Ind., Eerste Bijv. 526 1861.
Sinonimia
- Canarium nitidum A.W.Benn.
- Canarium parvifolium A.W.Benn.
- Canarium patentinervium var. meizocarpum Hochr.
- Canarium patentinervium var. nitidum Cretz.
- Canarium subrepandum Miq.[3]